# حسين أباد (دورود)
حسين أباد (بالفارسية: حسین‌آباد) هي قرية تقع في قسم دورود الريفي (مقاطعة دورود) في إيران. يقدر عدد سكانها بـ 82 نسمة .